# Târgu Frumos
Târgu Frumos es una ciudad de Rumania, ubicada en el distrito de Iaşi. Según el censo de 2011, tiene una población de 10 475 habitantes.

## Geografía
La ciudad está ubicada entre la llanura moldava y la cuenca del río Siret, a una altitud media de 300 metros sobre el nivel del mar. Está situada a una intersección de carreteras que van a Iaşi (45 km), Roman (39 km), Paşcani (26 km) y Botoşani (77 km).

## Demografía
En 2002 la ciudad contaba con 13.573 habitantes, de los cuales 11.461 eran étnicos rumanos. Junto con los rumanos en la ciudad viven otras dos importantes comunidades: los rusos lipovanos, con 1159 personas u 8,53%, y los gitanos, con 917 habitantes o 6,75%.
De punto de visto religioso en la ciudad viven:
- ortodoxos rumanos 88,84%
- ortodoxos rusos de rito antiguo 8,19%
- católicos 1,74%

En el tiempo la cifra demográfica de la ciudad fue la siguiente:
- 1912-4986 hab.
- 1930-4932 hab.
- 1948-4665 hab.
- 1977-7165 hab.
- 1992-13975 hab.
- 2002-13573 hab.
- 2011-10475 hab.

Târgu Frumos es una ciudad joven con 24,93% habitantes con menos de 14 años.